# Творница цемента Какањ
Творница цемента д.д. Какањ је босанскохерцеговачка фабрика цемента у Какњу, у близини Сарајева. Након Фабрике цемента Лукавац, Творница цемента Какањ је друга по величини фабрика цемента у Босни и Херцеговини.
Творница цемента Какањ послује као део групе Heidelberg Cement, која је купила Творницу цемента Какањ 2000. године у оквиру великог пилот-пројекта приватизације у Федерацији Босне и Херцеговине.
Поред у Какња, у оквиру Фабрике цемента Какањ послују још две подружнице.

## Историја

### Изградња и предратни период
За потребе сарајевске компаније Хидроградња је 1974. године почела изградња Творнице цемента Какањ. За потребе изградње Творнице цемента су, поред 50 компанија из тадашње Југославије, ангажоване и компаније Uzinaexport из Румуније и Pfister, Cladius Peters и PHB из Немачке. Творница цемента је завршена изградња 30. јуна 1978. године, након чега су спроведена детаљна оперативна испитивања, а после шест месеци је и званично пуштена у рад.
У Фабрици цемента Какањ је одржан референдум 20. септембра 1990. године, на којем је већина радника гласала за излазак Фабрике цемента Какањ из система ГИК Хидроградње Сарајево. У оквиру Хидроградње Сарајево, цемент из ове фабрике је коришћен у три велике хидроелектране, као и током изградње објекта за Зимске олимпијске игре у Сарајеву 1984. године.

### Ратни и послератни период
Током рата у Босни и Херцеговини од 1992. до 1995. године, производња у Творница цемента Какањ била је веома ограничена због недостатка технолошког горива, а цемент из Творнице цемента Какањ је био важан за санацију уништених објеката током рата.
Убрзо након рата, у периоду од 1996. до 1999. године, извршена је реконструкција фабрике у износу од 300 милиона немачких марака, као и ревизија власничке структуре и друге припреме, како би се фабрика приватизовала.
Творницу цемента Какањ је на међународном тендеру купила немачка компанија HeidelbergCement 2000. године, да би 21. јуна те године, HeidelbergCement и Агенције за приватизацију Федерације Босне и Херцеговине, закључен је уговор о продаји акција, чиме је Творница цемента Какањ постала члан HeidelbergCement групе. Након куповине уследила је фазна модернизација цементаре Какањ.
Током прве фазе модернизације, која је трајала 24 месеца и завршена је 2002. године. Током те фазе уложено је 12 милиона евра, од чега је 9 милиона уложено у заштиту животне средине. Највећи радови су изведени на филтерским постројењима, чиме је емисија прашине смањена за око 90%. Поред тога, у том периоду основана је ћерка компанија TBG BH, која се бави производњом, испоруком и уградњом готовог бетона.
У априлу 2003. године пуштен је у рад нови млин за угаљ, у који је уложено 10 милиона евра. Поред тога, започет је нови пројекат каменолома, а у Сарајеву је отворена нова бетонска фабрика са сопственом лабораторијом за контролу квалитета и рецепата и најсавременијом опремом. У јуну 2003. године, HeidelbergCement је купио додатних 2.105.638 акција, повећавши свој власнички удео за 22,22% на 73,94%.
Следеће године, у Сарајеву је пуштен у рад нови терминал за паковање и отпрему цемента, што је омогућило сарајевској регији брзу испоруку цемента из Какња.
Године 2005. завршен је пројекат отварања новог каменолома, који представља највећи инвестициони пројекат у Фабрици цемента Какањ, и обезбеђене су сировине за додатних 30 година рада цементаре Какањ.
У 2006. години уложено је више инвестиција у заштиту животне средине и смањење емисије прашине. Изграђена је и нова бетонска фабрика у Бањалуци, која послује у оквиру зависне компаније TBG BH. Те године, HeidelbergCement је повећао свој удео у Фабрици цемента Какањ на 85,94%.
Наредне године извршено је још неколико значајних инвестиција у погоне Фабрике цемента Какањ, а HeidelbergCement је поново повећао свој удео, овог пута на 91,154%. У 2008. години постигнути су рекордни резултати у производњи и продаји цемента у количини од 770.000 тона, а поред тога, те године је започет пројекат изградње затвореног система циркулације технолошке воде у износу већем од 1 милион КМ.

## Власништво
| Акционар                            | Удео (у %) |
| ----------------------------------- | ---------- |
| Ceem Investment                     | 93,27%     |
| ZIF Prof-Plus                       | 3,15%      |
| Јасмин Шепо                         | 0,39%      |
| Raiffeisen Bank Босна и Херцеговина | 0,37%      |
| Danke Invest - Trans-Balkan         | 0,26%      |
| Остали                              | 2,5%       |